# Evelyna Steimarová
 Evelyna Steimarová  (ur. 5 czerwca 1945 w Pradze) – czeska aktorka; córka J. Steimarovej i siostra J. Kodeta.

## Życiorys
W latach 1965–1967 członkini zespołu Teatru Moraw Północnych w Šumperku, 1967–69 Teatru Wschodnioczeskiego w Pardubicach, 1969–1970 Narodowego Teatr Morawskośląskiego w Ostrawie i 1977–78 praskiego Klubu Dramatycznego.
Aktorka szerokiego indeksu ról, z psychologicznych aż po komediowe. Gra przede wszystkim w filmie.

## Role telewizyjne
- serial Třetí patro (1985)
- serial Pojišťovna štěstí I (2004)

## Filmografia
- Gdyby tysiąc klarnetów (1965)
- Hotel pro cizince (1966)
- Soukromá vichřice (1967)
- Petrolejové lampy (1971)
- Hra o jablko (1976)
- Balada pro banditu (1978)
- Tajemnica zamku w Karpatach (1981)
- Od vraždy jenom krok ke lži (1982)
- Zánik samoty Berhof (1983)
- Anielska diablica (1984)
- Dobří holubi se vracejí (1987)
- Anioł uwodzi diabła (1988)
- Prokletí domu Hajnů (1988)
- Něžný barbar (1989)
- Bolero (2004)